# FK TSC
Fudbalski klub TSC (srbsky: Фудбалски клуб ТСЦ) je srbský fotbalový klub z města Bačka Topola. Založen byl v roce 1913 pod názvem Topolyai Sport Club. Poté nesl řadu dalších názvů: JAK Bačka Topola (1930–1942), Topolyai SE (1942–1945), FK Egység (1945–1951), FK Topola (1951–1974), FK AIK Bačka Topola (1974–2003), FK Bačka Topola (2005–2013). Od roku 2013 nese název současný. Jeho nejlepším výsledkem v srbské nejvyšší soutěži bylo 2. místo v sezóně 2022–23. Do nejvyšší soutěže se přitom probil teprve v roce 2019. V roce 2020 se prvně podíval do evropských pohárů. Klubovými barvami jsou modrá a bílá. Své domácí zápasy hraje klub v TSC Areně, postavené v roce 2021, která má kapacitu 4500 diváků. Ke známým hráčům a odchovancům patří Dušan Tadić nebo Nikola Žigić.

## Výsledky v evropských pohárech
| Sezóna  | Soutěž        | Kolo        | Soupeř            | Doma      | Venku | Celkem   |
| ------- | ------------- | ----------- | ----------------- | --------- | ----- | -------- |
| 2020–21 | Evropská liga | 1. předkolo | Petrocub Hîncești | —         | 2–0   | 2–0      |
| 2020–21 | Evropská liga | 2. předkolo | FCSB              | 6–6 (pen) | —     | 6–6      |
| 2023–24 | Liga mistrů   | 3. předkolo | SC Braga          | 1–4       | 0–3   | 1–7      |
| 2023–24 | Evropská liga | Skupina A   | West Ham United   | 0–1       | 1–3   | 4. místo |
| 2023–24 | Evropská liga | Skupina A   | Olympiakos Pireus | 2–2       | 2–5   | 4. místo |
| 2023–24 | Evropská liga | Skupina A   | SC Freiburg       | 1–3       | 0–5   | 4. místo |